# Фридрих VIII фон Лайнинген
Фридрих VIII фон Лайнинген (на немски: Friedrich VIII von Leiningen * ок. 1320; † 1397) е граф на Лайнинген-Дагсбург.

## Произход
Той е син на граф Фридрих VI фон Лайнинген-Дагсбург (1294 – 1342) и съпругата му Юта фон Изенбург-Лимбург († 1335), дъщеря на Йохан I фон Изенбург-Лимбург (1266 – 1335) и Уда фон Равенсберг († 1313). Брат е на граф Фридрих VII фон Лайнинген († 1377).

## Фамилия
Първи брак: с Катерина де Грандпрé. Те нямат деца.
Втори брак: пр. 3 ноември 1348 г. с Йоланта фон Бергхайм, графиня фон Юлих (* ок. 1330; † 31 октомври 1387), дъщеря на Готфрид фон Юлих-Бергхайм († 1335) и Елизабет фон Клеве († 1347). Те имат децата:
- Фридрих IX фон Лайнинген (VII) († ок. 1434/1435), граф на Лайнинген-Дагсбург, женен 1405 г. за Маргарета фон Хахберг († 1410/1417/1426)
- Юта († 1394), омъжена на 13 октомври 1370 г. за Рейнграф и вилдграф Йохан II фон Щайн-Даун († 1383)
- Елизабет (1353 – 1375/1385), омъжена на 25 януари 1370 г. за граф Ханеман I фон Цвайбрюкен-Бич († 1399/1400)
- Йоланта (1350 – 1434), омъжена за Арнолд фон Егмонд (1337 – 1409)
- Анна (+ 1447), омъжена на 29 април 1376 г. за Сведер III ван Абкоуде-Гаесбек (+ 1400)
- Егино